# Palystes fornasinii
Palystes fornasinii là một loài nhện trong họ Sparassidae.
Loài này thuộc chi Palystes. Palystes fornasinii được miêu tả năm 1881 bởi Pavesi.